# Aradszki András
Aradszki András (Békéscsaba, 1956. május 22. –) jogász, energiaügyért felelős államtitkár, a Kereszténydemokrata Néppárt országgyűlési képviselője, Érd korábbi alpolgármestere.

## Életútja

### Ifjúkora és tanulmányai
Értelmiségi családban született. Iskoláit szülővárosában, Békéscsabán végezte el, majd a szegedi József Attila Tudományegyetem Jogi Karára jelentkezett, ahol diplomáját 1982-ben szerezte meg. A következő évben megházasodott, azóta két lánya és öt unokája született.
Tanulmányai befejeztével a Kecskeméti Járási és Városi Földhivatalnál helyezkedett el csoportvezetőként, 1983-tól pedig a Százhalombattán a Városi Tanács VB Hatósági Osztályán dolgozott osztályvezető-helyettesként. 1987–től egy évig a Csongrád megyei Tanács VB Igazgatási Osztályára került. 1988-tól pedig egészen 2014-ig a MOL-nál jogi tanácsosként dolgozott.

### Politikai pályája
Mint sok kortársa, Aradszki András is a rendszerváltás idején kezdett el politikával foglalkozni. 1990-ben lépett be a Kereszténydemokrata Néppártba, a százhalombattai pártszervezet egyik alapítója volt. Párt aktivitása mellett szakmai tapasztalatai és jogi tanulmányai révén bekapcsolódott mind a százhalombattai, mind az érdi önkormányzat munkájába. Tagja lett Érden a Keresztény Értelmiségiek Szövetsége helyi szervezet elnökségének és az érdligeti római katolikus egyházközség képviselő-testületének. Első fontosabb politikai szereplése 1998-ban volt, amikor a KDNP jelöltjeként indult az országgyűlési választásokon, akkor azonban még nem nyert mandátumot. 2003-ban belépett a Fidesz – Magyar Polgári Szövetségbe, a 2006-os országgyűlési választásokon már a Fidesz–KDNP jelöltjeként indult, de még ekkor sem szerzett mandátumot. Az év októberétől azonban érdi önkormányzati képviselő lett, majd a város alpolgármesterének is megválasztották.

### Az országgyűlésben
Országgyűlési mandátumot végül a 2010-es választásokon szerzett a Pest megyei, akkor 8. számú országgyűlési egyéni választókerületben, már az első fordulóban. A parlamentbe kerülve a KDNP frakciójának tagjaként többek között a Gazdasági és informatikai bizottság valamint az Energetikai albizottság munkáját segítette. A 2014-es magyarországi országgyűlési választáson ismét mandátumot szerzett immáron a Pest megyei 1. sz. országgyűlési egyéni választókerületből, ekkor megválasztották a párt frakcióvezető-helyettesének. Az év júniusától pedig a Nemzeti Fejlesztési Minisztérium energetikai államtitkára lett, ahol kitöltötte a ciklust és amely pozíciót 2018 június végéig töltötte be. A 2018. évi országgyűlési választáson ismét – immár egymás után harmadszor – egyéni mandátumot szerzett. 2020 szeptemberétől az Országgyűlés egyik jegyzője.
2017. 10. 09-én emlékezetes felszólalása volt: „A sátán/Soros terv ellen küzdeni keresztény kötelesség” címmel, mely növelte országos ismertségét. A felszólalás kapcsán közéleti vita bontakozott ki arról, hogy a képviselő hite szerint Soros György és az Újszövetség könyvei közt emlegetett Sátán azonos személyek-e. A felszólalás ezt a feltételezést nem tartalmazta, csupán Soros György tervét nevezte sátáninak.

#### Mentelmi jog és annak részleges felfüggesztése
A mentelmi jogát 2010. március 9-én szerezte meg, mint országgyűlési képviselő-jelölt. Ezt részlegesen 2019. november 4-én közúti baleset gondatlan okozása miatt felfüggesztették. A baleset során a kötelező elsőbbségadási tábla figyelmen kívül hagyása után elütött egy motorost, akinek arccsontja tört. Az ügy azóta megegyezés útján lezárult.